# Arado Ar 233
L'Arado Ar 233 era un aereo anfibio bimotore di linea ad ala alta progettato dall'azienda tedesca Arado Flugzeugwerke GmbH, sviluppato nella Francia occupata dall'ex SAF Dewoitine nei primi anni quaranta e rimasto alla prima fase di sviluppo.
Progettato per essere proposto al mercato dell'aviazione commerciale in un contesto di utilizzo post-bellico, a causa degli sviluppi avversi alla Germania nazista durante la seconda guerra mondiale, il suo programma di sviluppo venne abbandonato dopo aver realizzato solamente un mockup.

## Storia del progetto
All'inizio degli anni quaranta gli sviluppi della guerra erano favorevoli alla Germania nazista tanto che si riteneva opportuno pianificare le esigenze di trasporto passeggeri di linea in previsione della conclusione del conflitto.
Per poter competere nel mercato dell'aviazione civile i progettisti dell'Arado avviarono lo sviluppo di un nuovo modello in configurazione anfibia per poter operare sia da aeroporti che da idroscali. Il velivolo, che assunse la designazione Reichsluftfahrtministerium (RLM) Ar 233, era inoltre caratterizzato dalla configurazione a scafo centrale, dove trovavano posto 10 passeggeri, velatura monoplana ad ala alta, motorizzazione affidata a due motori radiali di produzione nazionale, o il 9 cilindri BMW-Bramo 323 o il 14 cilindri doppia stella BMW 801 e carrello d'atterraggio triciclo retrattile.
Dopo la campagna di Francia del 1940 i vertici dell'Arado decisero di diversificare i propri impianti produttivi utilizzando per lo sviluppo del nuovo modello gli stabilimenti già SAF Dewoitine, diventati Société nationale des constructions aéronautiques du midi (SNCAM) dopo la nazionalizzazione delle aziende ad indirizzo bellico e già costruttrice tra l'altro dei caccia Dewoitine D.520, uno dei più noti caccia francesi del periodo.
Lo sviluppo procedette lentamente concretizzandosi solamente in un mockup, ma a causa dello sbarco in Normandia del 6 giugno 1944, le sorti della guerra costrinsero i tedeschi a ritirarsi dai territori francesi abbandonandone lo sviluppo, mai più ripreso in patria per la necessità di dare priorità a modelli ad uso militare.